# Вечірка мопсів
Вечірка мопсів (англ. The Pug Party) — українська карткова настільна гра, розроблена Олександром Борисенком та видана компанією Feelindigo у 2016 році. Гра розрахована на 2–5 гравців віком від 6 років і триває 10–30 хвилин. Перше видання гри було розпродано за шість місяців.

## Історія створення
Ідея гри виникла в Олександра Борисенка під час подорожі Шрі-Ланкою, де він познайомився з картярською грою Shitcat, що мала унікальну механіку. Він адаптував її, додавши елементи подібних до Уно ігор, і обрав мопсів як головних персонажів, надихнувшись власною собакою цієї породи. Ілюстрації створив донецький художник Євген Харук, а процес розробки тривав десять місяців. Гра стала першим проєктом видавництва Feelindigo, яке прагнуло створити унікальний продукт замість копіювання популярних ігор. Виробництво здійснювалося в Україні, зокрема в Одесі, що було принциповою позицією компанії.

## Мета гри
Мета гри — якомога швидше позбутися всіх своїх карт, «відправивши мопсів-тусовщиків на вечірку до сусідів». Гравець, який залишається з картами в руках, програє. Сюжет гри полягає в тому, що мопси влаштували галасливу вечірку у домі гравця, і їх потрібно хитрістю перенаправити до сусідів.

## Правила гри

### Підготовка
Колоду ретельно перемішують. Кожному гравцеві роздають по три карти взакриту в ряд, а зверху накривають їх трьома відкритими картами. Таким чином, перед кожним гравцем лежить шість карт: три закриті та три відкриті. Ці карти не можна чіпати, доки гравець не позбудеться карт на руках. Далі кожному роздають ще по три карти в руку, а решту колоди (колоду добору) кладуть у центрі стола.

### Хід гри
Першим ходить гравець, який нещодавно відвідував вечірку. Гравці ходять за годинниковою стрілкою. Гравець викладає будь-яку карту з руки в центр стола, створюючи «колоду викладених карт», і добирає карту з колоди добору, щоб мати щонайменше три карти в руці (якщо колода добору не закінчилася). Наступний гравець повинен покласти карту такого ж або вищого номіналу (наприклад, на 5 можна покласти 5, 6, 7, 8, 9 або 10). На 10 можна покласти 10, 0 («Какаха») або спеціальну карту.
Гравець може викласти кілька карт однакового номіналу за один хід. Якщо вдається зібрати набір із чотирьох однакових карт (наприклад, 8+8+8+8), уся колода викладених карт відправляється у відбій, а гравець починає новий раунд.
Якщо гравець не може покрити попередню карту, він забирає всю колоду викладених карт собі в руку, а наступний гравець починає новий раунд.

### Спеціальні карти
- Мегамопс (райдужний): відправляє колоду викладених карт у відбій. Гравець починає новий раунд будь-якою картою, гра йде на збільшення номіналу[3].
- Брейкдансер: змінює правила з гри «на збільшення» на «зменшення» (наступна карта має бути такою ж або меншого номіналу) і навпаки при повторному використанні[3].
- Какаха (0): обнуляє гру. Наступний гравець може покласти карту будь-якого номіналу, гра йде на збільшення[3].

### Завершення гри
Коли колода добору закінчується, гравці розігрують карти з рук. Після цього вони по одній грають відкриті карти перед собою, а потім — закриті карти всліпу. Якщо підходящої карти немає, гравець забирає колоду викладених карт у руку і продовжує грати, доки не позбудеться всіх карт. Перемагає той, хто першим скине всі карти.

## Особливості
Гра вирізняється простими правилами, динамічною механікою та милими ілюстраціями мопсів, що робить її привабливою для сімейної аудиторії. Механіка гри забезпечує рівні шанси для дітей і дорослих завдяки елементу випадковості наприкінці партії. Карти поділені за «крутістю» мопсів: від новачка (1) до «бога вечірки» (10), а спеціальні карти, як-от «Какаха», додають гумору й урізноманітнюють гру.
«Вечірка мопсів» стала бестселером видавництва Feelindigo і протягом чотирьох років після випуску утримувала лідерські позиції в продажах. Її хвалять за веселий настрій, доступність для різних вікових груп і привабливий дизайн, що робить гру популярною серед дітей, молоді та дорослих.